# Falmenta
Falmenta es una localidad italiana perteneciente al municipio de Valle Cannobina de la provincia de Verbano-Cusio-Ossola, región de Piamonte. Tiene 167 habitantes.
Fue un municipio independiente hasta el 31 de diciembre de 2018, en que fue disuelto y pasó a formar parte del municipio de Valle Cannobina.

## Evolución demográfica
| Gráfica de evolución demográfica de Falmenta entre 1861 y 2001 |
|                                                                |
| Fuente ISTAT - elaboración gráfica de Wikipedia                |